# Лаурикоча
Лаурикоча (на испански: Lauricocha) е езеро в Перу. То е най-северното езеро захранвано от андските ледници. Разположено на 20 km източно от Серо Йерупаха и 190 km в посока север-североизток от перуанската столица Лима. Езерото лежи на надморска височина от 3845 m в рядко населен район.